# 郧阳区
郧阳区是中华人民共和国湖北省十堰市所辖的一个市辖区。 
郧阳区发现过大型恐龙蛋化石遗址和原始人头骨化石。郧阳区博物馆内收藏了大量由远古至今的文物。在郧阳区内还有多处引人入胜的自然景观，包括石钟乳天然岩洞，夏季进入岩洞会发现里面清凉透骨有冰柱成形，冬天进入岩洞反而温暖舒适。
郧阳区有酸浆麵、扯麵、三合汤、馅饼、酥饼、各种口味的水煎包等传统小吃。三合汤曾在舌尖上的中国节目中有介绍。
郧阳区地处陕豫鄂三省交界处，交通便捷。

## 历史沿革
原郧乡县，南宋末年，元朝军队攻宋，侨治不定。至元十四年（1277年）复置郧县。十九年（1282年），随均州来属襄阳路。明朝时，郧县为郧阳府治所。
- 中华民國2年（1913年）1月17日置安襄鄖荊道，旋改名鄂北道，民國3年（1914年）5月23日改設襄陽道，鄖縣等属于湖北省襄陽道。
- 民國21年（1932年）置「湖北省第十一行政督察區」，專署駐鄖縣，轄鄖縣、均縣、鄖西、房縣、竹山、竹谿6縣。民國25年（1936年）3月改稱「湖北省第八行政督察區」，專署駐地及轄縣未變。
- 1948年，中共政权在郧县组建陝南行署區，时郧县属兩鄖專區。中華人民共和國建立後的1950年，郧县随兩鄖專區由陕西省陝南行署區转属湖北省。
- 1967年因应三线建设工程，划郧县的十堰、黄龙两区和茶店区的茅坪公社成立十堰办事处，1969年成立县级十堰市，1973年将十堰市升为地级市；
- 郧县其他部分从1970年到2014年先后属于郧阳专区、郧阳地区、十堰市；
- 2014年12月17日，郧县改为郧阳区。

## 行政区划
郧阳区下辖16个镇、3个乡：
安阳镇、杨溪铺镇、青曲镇、白桑关镇、南化塘镇、白浪镇、刘洞镇、谭山镇、梅铺镇、青山镇、茶店镇、柳陂镇、鲍峡镇、胡家营镇、谭家湾镇、城关镇、大柳乡、五峰乡、叶大乡和沧浪山林场。

## 人口
十堰市第七次全国人口普查公报显示：郧阳区常住人口为395222人，男性人口占比52.27%，女性人口占比47.73%，年龄结构中0-14岁占比18.63%，15-59岁占比58.26%，60岁以上占比23.11%，65岁以上占比17.47%。

## 交通
- 209国道过境。

## 参看
- 郧阳民变
- 鄖縣
- 郧县人